# Parainocellia ressli
Parainocellia ressli là một loài côn trùng trong họ Inocelliidae thuộc bộ Raphidioptera. Loài này được H. Aspöck & U. Aspöck miêu tả năm 1965.